# بيانو (ألبا)
بيانو هي قرية تقع في إقليم ألبا في رومانيا.

## السكان
حسب إحصائيات 2002 بلغ عدد سكان القرية 3,390 نسمة.